# Río Lomami
El río Lomami es un largo río del África central, uno de los principales afluentes  del río Congo. Tiene una longitud de  1.450 km y discurre íntegramente por la República Democrática del Congo.

## Geografía
El río Lomami nace en el sur de la República Democrática del Congo, al oeste de la ciudad de Kamina (con una población estimada en 2003 de 337.078 hab.), capital de la provincia de Alto Lomami. Fluye el Lomami durante casi todo su curso en dirección principalmente  norte, siguiendo un rumbo paralelo, por el oeste, al río Lualaba, el curso alto del propio río Congo. 
Pasa por Lubao, Tshofa, Kombe, Bolaiti, Opala e Irema antes de desaguar  en el río Congo por la izquierda en Isangi (10.850 hab. en 2004), a unos 110 km al oeste de la Kisangani, la capital de la provincia de Tshopo (con 682.599 hab. en 2004).
En el curso inferior el Lomami es navegable. Da a las nuevas provincias de Alto Lomami y Lomami su nombre.
- Datos: Q753765
- Multimedia: Lomami River / Q753765